# Nádasd
Nádasd è un comune dell'Ungheria di 1.337 abitanti (dati 2001). È situato nella contea di Vas.